# Saint-Savin (Isère)
Saint-Savin è un comune francese di 3 577 abitanti situato nel dipartimento dell'Isère della regione dell'Alvernia-Rodano-Alpi.

## Società

### Evoluzione demografica
Abitanti censiti